# 萘克沙朵
萘克沙朵是一种带有含氮杂环的有机化合物，化学式C
15H
15NO
2，能用作镇痛药，从未上市销售。